# Laura Stigger

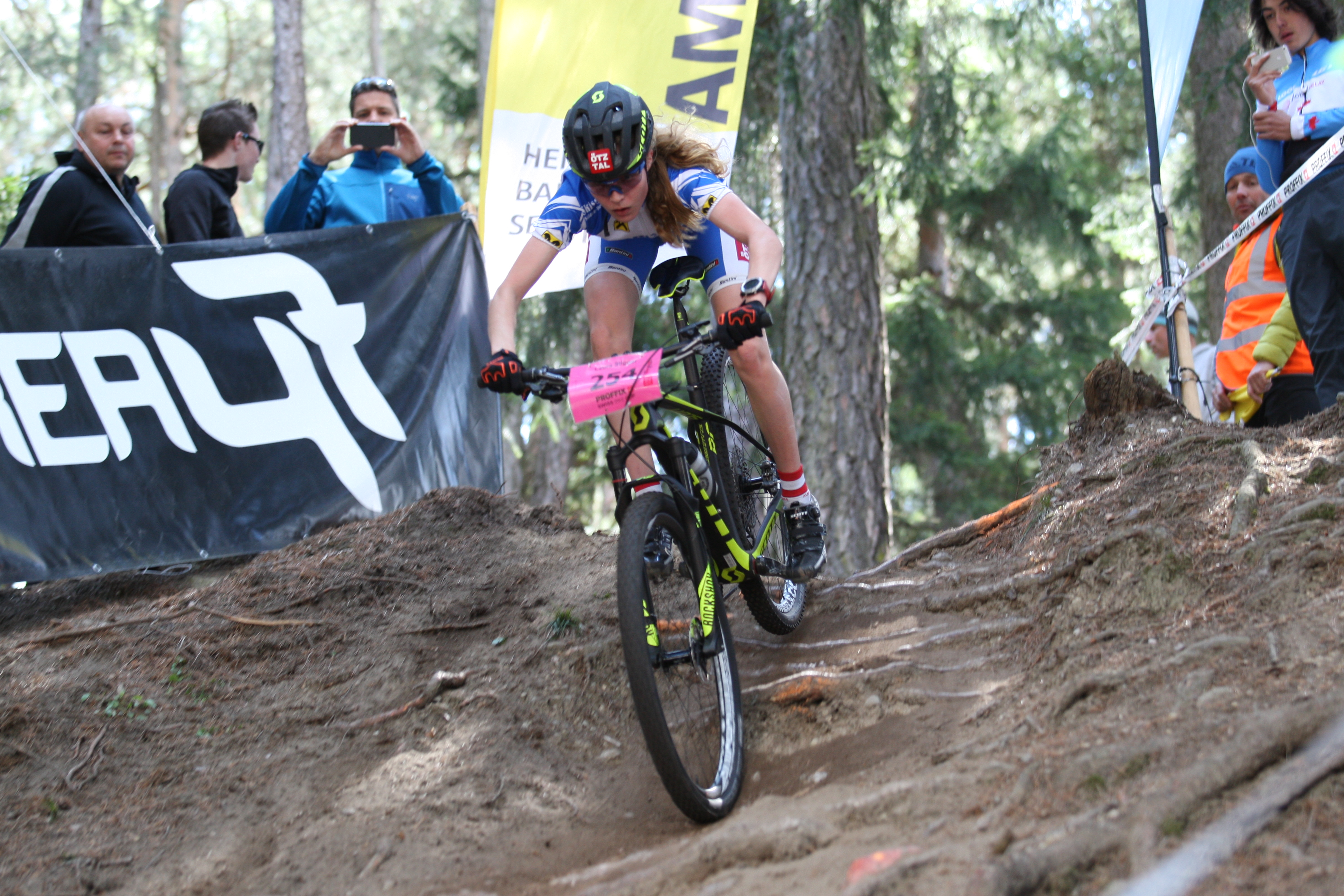
Stigger beim Mountainbike Festival Ötztal-Bahnhof 2017

Laura Stigger (* 25. September 2000 in Innsbruck) ist eine österreichische Radrennfahrerin. Sie ist spezialisiert auf das Olympische Cross-Country XCO und ist zweifache Junioren-Weltmeisterin Cross-Country (2017, 2018) sowie Junioren-Weltmeisterin im Straßenrennen (2018).

## Sportlicher Werdegang
Laura Stigger ist seit 2007 im Radsport aktiv. Sie startet für den URC Ötztal. 2014 bis 2016 wurde sie Jugend-Europameisterin im Cross Country (XCO). 2017 gewann sie die Junioren-Weltmeisterschaft, die Junioren-Europameisterschaft, den Juniors Weltcup und alle Saisonrennen.
Im Juli 2018 feierte die Juniorin in Graz ihr fünftes EM-Gold im Cross-Country (4,2 km und 250 hm). Nach 2017 holte sich Laura Stigger 2018 in Lenzerheide in der Schweiz bei den Mountainbike-Weltmeisterschaften ihren zweiten Junioren-Weltmeistertitel im Cross-Country.
Am 27. September 2018 holte sich die Tirolerin zwei Tage nach ihrem 18. Geburtstag in ihrem erst zweiten Straßenrennen auch WM-Gold der Juniorinnen bei den UCI-Straßen-Weltmeisterschaften in Innsbruck. Zu Beginn der Saison 2019 erklärte sie, sich zunächst auf den Mountainbike-Weltcup der U23 zu konzentrieren. Am 19. Mai 2019 gewann sie das Auftaktrennen der Serie.
Bei ihrem Debüt im Mountainbike-Weltcup erreichte sie im Oktober 2020 in Nove Mesto im olympischen Cross-Country-Bewerb den fünften Rang. In der Saison 2021 erzielte sie beim Heimrennen in Leogang als bisher beste Weltcup-Platzierung den dritten Platz.
Laura Stigger startete 2021 bei den Olympischen Spielen in Tokio im Cross-Country. Sie konnte das Rennen allerdings nicht beenden und kam daher nicht in die Wertung. Bei den MTB-Weltmeisterschaften 2021 in Val di Sole wurde sie hinter Mona Mitterwallner erneut Vizeweltmeisterin im Cross-Country der U23. Im Oktober des Jahres gewann sie im Team mit Sina Frei das südafrikanische Mountainbike-Etappenrennen Cape Epic.
Im Laufe der Saison 2023 erzielte die 23-Jährige drei Shorttrack-Siege im UCI-Mountainbike-Weltcup 2023. Anfang Oktober siegte sie in Snowshoe Mountain auch im Rennen über die olympische Distanz vor der Französin Loana Lecomte und der Italienerin Martina Berta. Zuvor hatte sie die Weltmeisterschaften krankheitsbedingt auslassen müssen. 2024 gewann Stigger bei den Staatsmeisterschaften das Double aus Cross-Country (XCO) und Shorttrack (XCC) und wurde für das olympische Mountainbikerennen nominiert, das sie auf dem sechsten Rang beendete.
Im Dezember 2024 wurde bekannt, dass Stigger 2025 Mitglied im UCI Women’s WorldTeam SD Worx-Protime wird, um parallel zur Teilnahme am Mountainbike-Weltcup auch an Straßenradrennen teilzunehmen.

## Leben
Laura Stigger besuchte das BORG Innsbruck, welches sie 2020 mit der Matura abschloss. Sie lebt in Haiming.

## Auszeichnungen
- 2017 Weiblicher Radstar des Jahres von radstars.at[17]
- Bei der Wahl zu „Tirols Sportlern des Jahres 2017“ wurde sie als Aufsteigerin des Jahres mit einem Viktor ausgezeichnet.[18]
- Im November 2018 wurde Laura Stigger im Rahmen der EOC-Generalversammlung von den Europäischen Olympischen Komitees mit dem „Piotr-Nurowski-Preis“ für den besten Nachwuchssportler ausgezeichnet.[19]
- Im Jänner 2019 wurde Laura Stigger zu Österreichs Radsportler des Jahres 2018 gewählt.[20] Dabei war sie die jüngste Sportlerin, die jemals diese Wahl gewann, wie auch die Gewinnerin mit der höchsten Stimmenzahl.[21]
- Tirols Sportlerin des Jahres 2018[22]

## Erfolge

### Mountainbike
2014
- Jugend-Europameisterin – Cross-Country (XCO)

2015
- Jugend-Europameisterin – Cross-Country (XCO)

2016
- Jugend-Europameisterin – Cross-Country (XCO)

2017
- Junioren-Weltmeisterin – Cross-Country (XCO)
- Junioren-Europameisterin – Cross-Country (XCO)
- Österreichische Junioren-Meisterin – Cross-Country (XCO)

2018
- Junioren-Weltmeisterin – Cross-Country (XCO)
- Junioren-Europameisterin – Cross-Country (XCO)
- Österreichische Junioren-Meisterin – Cross-Country (XCO)
- Österreichische Meisterin – Eliminator (XCE)

2019
- Österreichische Meisterin – Cross-Country (XCO)
- Vize-Weltmeisterin U23 – Cross-Country (XCO)
- Vize-Europameisterin U23 – Cross-Country (XCO)

2020
- Österreichische Meisterin – Cross-Country (XCO)

2021
- Vize-Weltmeisterin U23 – Cross-Country (XCO)
- Österreichische Meisterin – Eliminator (XCE) und Short Track (XCC)
- Cape Epic (mit Sina Frei)

2022
- Österreichische Meisterin – Eliminator (XCE) und Short Track (XCC)

2023
- ein Weltcup-Erfolg – Cross-Country (XCO)
- drei Weltcup-Erfolge – Short Track (XCC)

2024
- Österreichische Meisterin – Cross-Country (XCO) und Short Track (XCC)
- ein Weltcup-Erfolg – Cross-Country (XCO)

2025
- Österreichische Meisterin – Eliminator (XCE), Cross-Country (XCO) und Short Track (XCC)

### Straße
2018
- Junioren-Weltmeisterin – Straßenrennen
- Olympische Jugend-Sommerspiele 2018 Mannschafts-Kombination der Frauen (Team-Zeitfahren, Straßenrennen, Kriterium, MTB Shortrace, MTB Eliminator)